# Linea C9 (Cercanías di Madrid)
La linea C9 delle Cercanías di Madrid collega la stazione di Cercedilla con quella di Cotos.

## Stazioni
- Cercedilla
- Puerto de Navacerrada
- Cotos